# 戈达查帝国际机场
戈达查帝国际机场又译克塔贾蒂国际机场，也叫西爪哇国际机场（缩写作BIJB）或玛查冷卡机场（Majalengka），是印度尼西亚西爪哇省东北部的一座机场。戈达查帝国际机场是继雅加达苏加诺-哈达国际机场之后的印尼第二大机场，位于玛查冷卡县境内、万隆以东68千米。戈达查帝国际机场是万隆都会区的第二个国际机场，同时也服务西爪哇省和中爪哇省交界的井里汶地区。
戈达查帝国际机场2014年开始建设，2018年5月24日投入运营，由印尼第二机场公司管理经营，计划最终将取代万隆的侯赛因·萨斯特拉内加拉国际机场。戈达查帝国际机场拥有2,900万人次的年客运容量，能够缓解雅加达苏哈机场客流过于拥挤的情况，戈达查帝国际机场也将成为西爪哇和中爪哇民众前往麦加朝圣的主要离境机场。机场的货运航厦启用后，预计2020年的货运量将达到150万吨。

## 航空公司和目的地
| 航空公司       | 目的地                  |
| -------------- | ----------------------- |
| 连城航空       | 棉兰、泗水              |
| 加鲁达印尼航空 | 班达楠榜                |
| 印尼亞洲航空   | 峇里島                  |
| 狮子航空       | 巴厘巴板 季节性：麦地那 |
| 翎亞航空       | 班达楠榜                |
| 飞翼航空       | 雅加达-哈林、日惹       |